# Курильский чай кустарниковый
Курильский чай кустарниковый (лат. Dasiphora fruticosa), также дазифора кустарниковая, лапчатка кустарниковая, пятилист(оч)ник кустарниковый, — распростёртый или прямостоящий сильноветвистый кустарник, вид рода Курильский чай (лат. Dasiphora; ранее назывался также пятилистник лат. Pentaphylloides), семейства Розовые (Rosaceae). Ранее растение рассматривалось естествоиспытателями в рамках рода лапчатка (лат. Potentilla).

## Распространение и экология

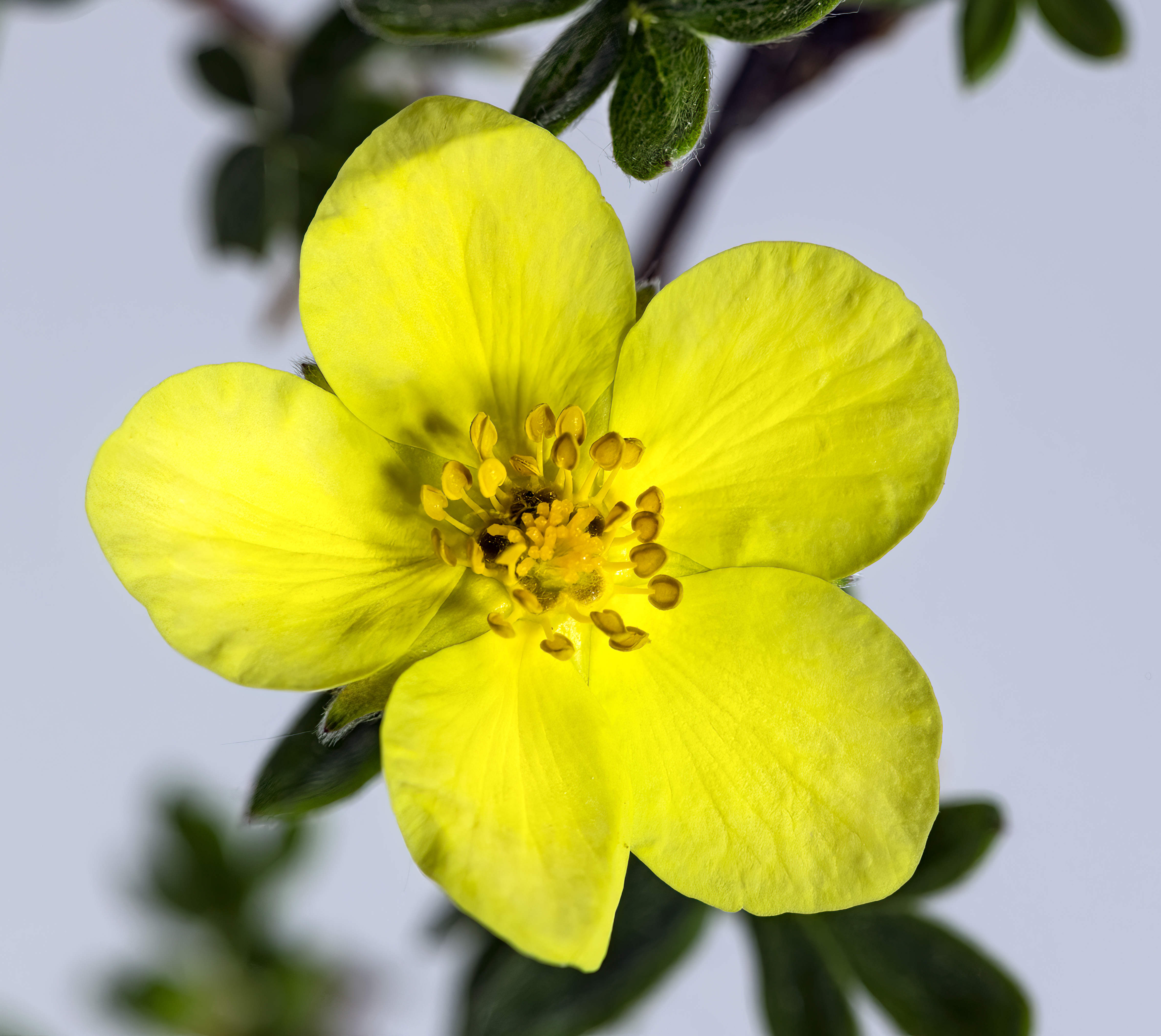

Пятилистник кустарниковый — голарктический вид с обширным, но разорванным (дизъюнктивным) ареалом. Основная (азиатская) часть его ареала охватывает всю Восточную Сибирь и Дальний Восток, Алтае-Саянскую горную область, горы Средней Азии, Монголию, Китай и Японию. Остальные фрагменты ареала значительно меньше по площади и удалены от его азиатской части: в Северной Америке, в Европе, на Кавказе. Практически во всех точках своего ареала данный вид тяготеет к горным местообитаниям, реже к сырым, временно затопляемым местам (Северной и Приатлантической Европе).
Типичный мезофит, холодоустойчив и способен произрастать в условиях вечной мерзлоты. Обладает слабой конкурентной способностью: на обнажённом субстрате прогрессивный, частично антропогенно-прогрессивный (вырубка леса, выпас скота и т. д.), позднее (при вытеснении более конкурентоспособными видами) регрессивный вид.
Растёт в лесах, на лугах, в поймах рек и речек, вдоль русел ручьёв, на галечнике, каменных россыпях и в высокогорных тундрах. Светолюбив. В горы поднимается почти до предела распространения растительности. Всюду предпочитает хорошо дренированные, влажные почвы. Мезотроф, однако, может произрастать и на сухих бедных почвах, но в этом случае растёт медленно, имеет меньшие размеры и слабо цветёт. Микротерм, эдификатор кустарниковых группировок, соэдификатор кустарниковых и луговых степей, ассектатор и соэдификатор подлеска лиственничников.
Долговечность стволов до 30 лет. Цветёт в горных районах Восточной Сибири с конца июня и почти до конца вегетационного периода. Одновременно с цветением идет постепенное созревание семян. Первые семена высыпаются в конце августа, значительная часть семян в высокогорных районах вызреть не успевает.

## Классификация
Систематическое положение пятилистника кустарникового со времён К. Линнея и до настоящего времени остаётся спорным. 
Одна часть исследователей, такие как Х. Нестлер, И.Г.Х. Леман, Т. Вольф, относили данный вид к роду Лапчатка (лат. Potentilla). Другой точки зрения придерживались ботаники А. Л. Дюамель дю Монсо, А. Лёве, В. И. Курбатский и другие, которые относили этот вид к роду Пятилист(оч)ники (греколат. Pentaphylloides), вычлененному из рода Лапчаток. Наконец, по мнению таких исследователей, как К. С. Рафинеск, П. А. Ридберг, С. В. Юзепчук и т. д., данный вид следует рассматривать в составе рода (также вычленяемого из Лапчаток) под названием Дазифора (лат. Dasiphora).
В современной российской ботанической литературе принято придерживаться последней сводки по флоре России, согласно которой этот вид, как и другие кустарниковые виды лапчаток относится к роду пятилисточник кустарниковый (греколат. Pentaphylloides).

## Ботаническое описание

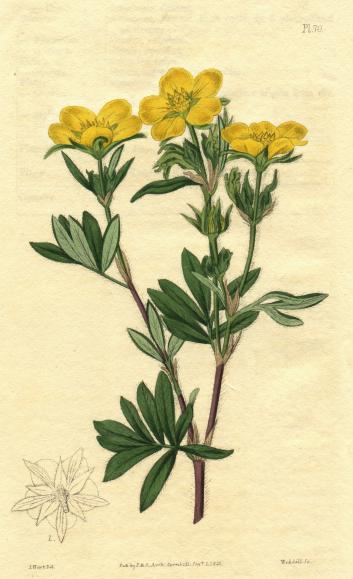
Ботаническая иллюстрация из книги Dendrologia Britannica, 1825

Кустарник либо кустарничек — прямостоячий, листопадный, иногда простёртый, от 10 до 150 см высотой, с ветвями, покрытыми красновато-коричневой или буровато-серой отслаивающейся корой, молодые ветки шелковисто-волосистые.
Листья перистосложные, с двумя (редко с тремя) парами листочков, самые верхние иногда тройчатые. Листочки продолговатые или продолговато-яйцевидные, 5—30 мм длиной, 1—10 мм шириной, с обеих сторон обычно прижато-волосистые, редко почти голые.
Цветки одиночные или в числе 2—7 на верхушках ветвей. Наружные линейно-ланцетные чашелистики цельные или на конце двунадрезные, почти равны яйцевидным внутренним. Образуются на побегах текущего года. В каждом цветке до 30 тычинок, что делает серединку цветка пушистой.
Для пятилистника кустарникового характерна однократность распускания цветков разных половых типов. Продолжительность цветения отдельного цветка колеблется от 6 часов до 2 дней и зависит от температуры и влажности воздуха.
Плоды — сборные семянки, после созревания покрывающие куст коричневыми, с тонкими волосками «пуговками», которые не портят внешнего облика ни осенью, ни весной. Семянки очень мелкие с отогнутой верхушкой, реже встречается семянка слегка серповидно изогнутой формы, длиной 1,5—2 мм и шириной 0,7—1 мм.
Хромосомы: На Плато Путорана (оз. Хакома), в Восточном Саяне (Тункинский хребет), Иркутской области (посёлки Ербогачён, Наканно), Якутия (реки Могды, Арга-Салаа) 2n = 42, на Таймыре (Фомич), северо-восточном побережье озера Байкал — 42, в Западном Саяне — 56.

## Значение и применение
Русское название возникло благодаря использованию его взвара в качестве целебного и тонизирующего напитка местным населением на Курилах, Камчатке и в целом по Сибири. По роду лат. Potentilla, к которому растение ранее относилось, носило также русское народное название «могучка». Весной молодые побеги поедаются лошадью, козой. Крупный рогатый скот поедает плохо. Летом не поедается. Осенью поедается только при недостатке корма.
В индо-тибетской, а также монгольской медицине отвары и настои пятилистника кустарникового широко используются при желудочно-кишечных заболеваниях. В народной медицине применяется как кровоостанавливающее, противовоспалительное и успокаивающее средство. Широкий спектр биологически активных соединений, присутствующих в пятилистнике кустарниковом, делает это растение привлекательным для использования в составе лечебно-профилактических парафармацевтиков. Экстракт пятилистника кустарникового можно использовать в качестве тонизирующего средства, нормирующего двигательную и дыхательную активность и эмоциональную сферу, для увеличения неспецифической резистентности организма, а также как мочегонного и обезвоживающего средства в нормоксических условиях.
Экстракт пятилистника кустарникового обладает выраженными иммунокорригирующими свойствами. В основе иммунорегуляторного эффекта отчасти лежит его способность ингибировать перекисное окисление липидов в мембранах иммунокомпетентных клеток, а также значительно повышает эффективность комплексной терапии воспалительных заболеваний влагалища и шейки матки.

## В культуре

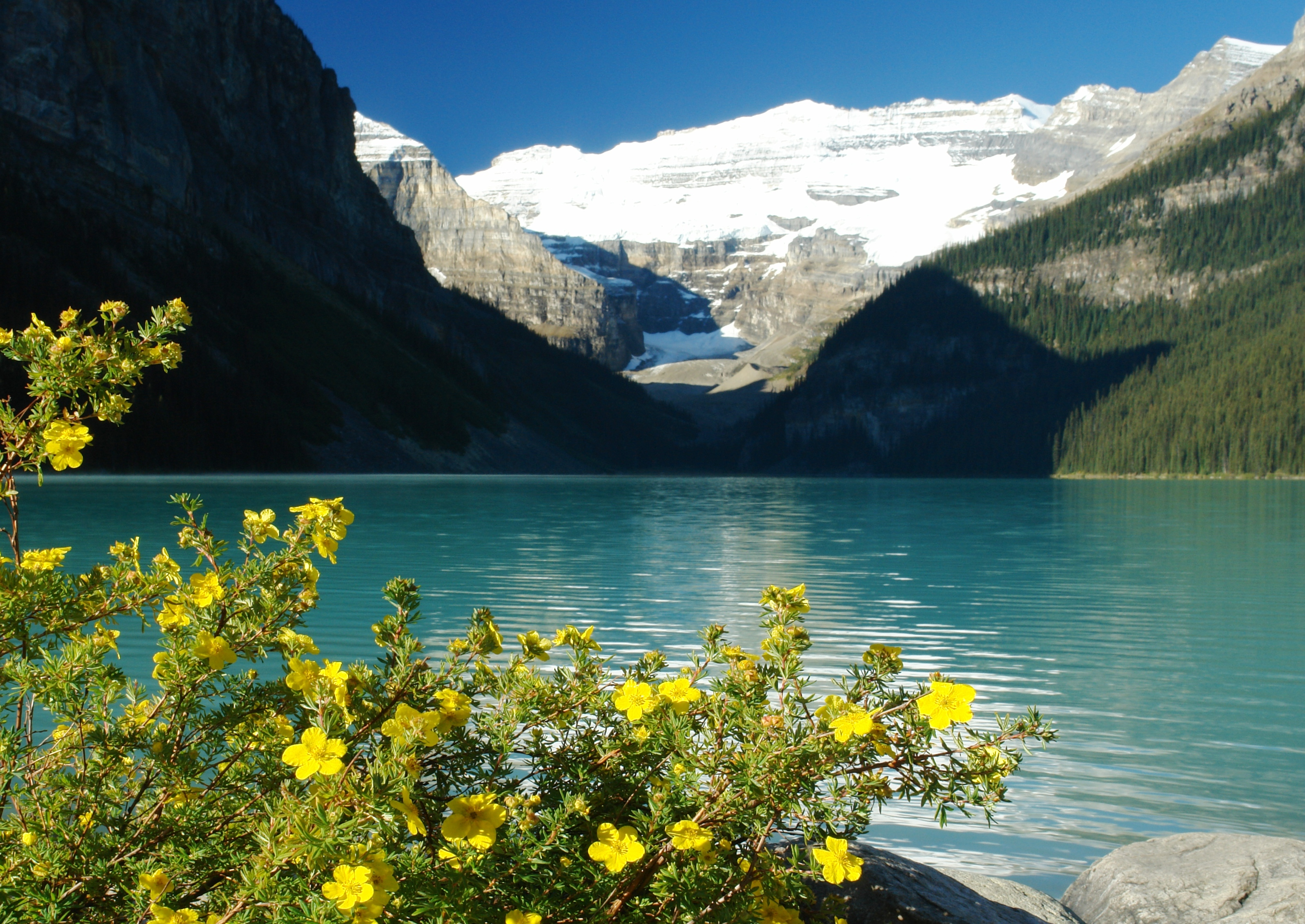
Dasiphora fruticosa

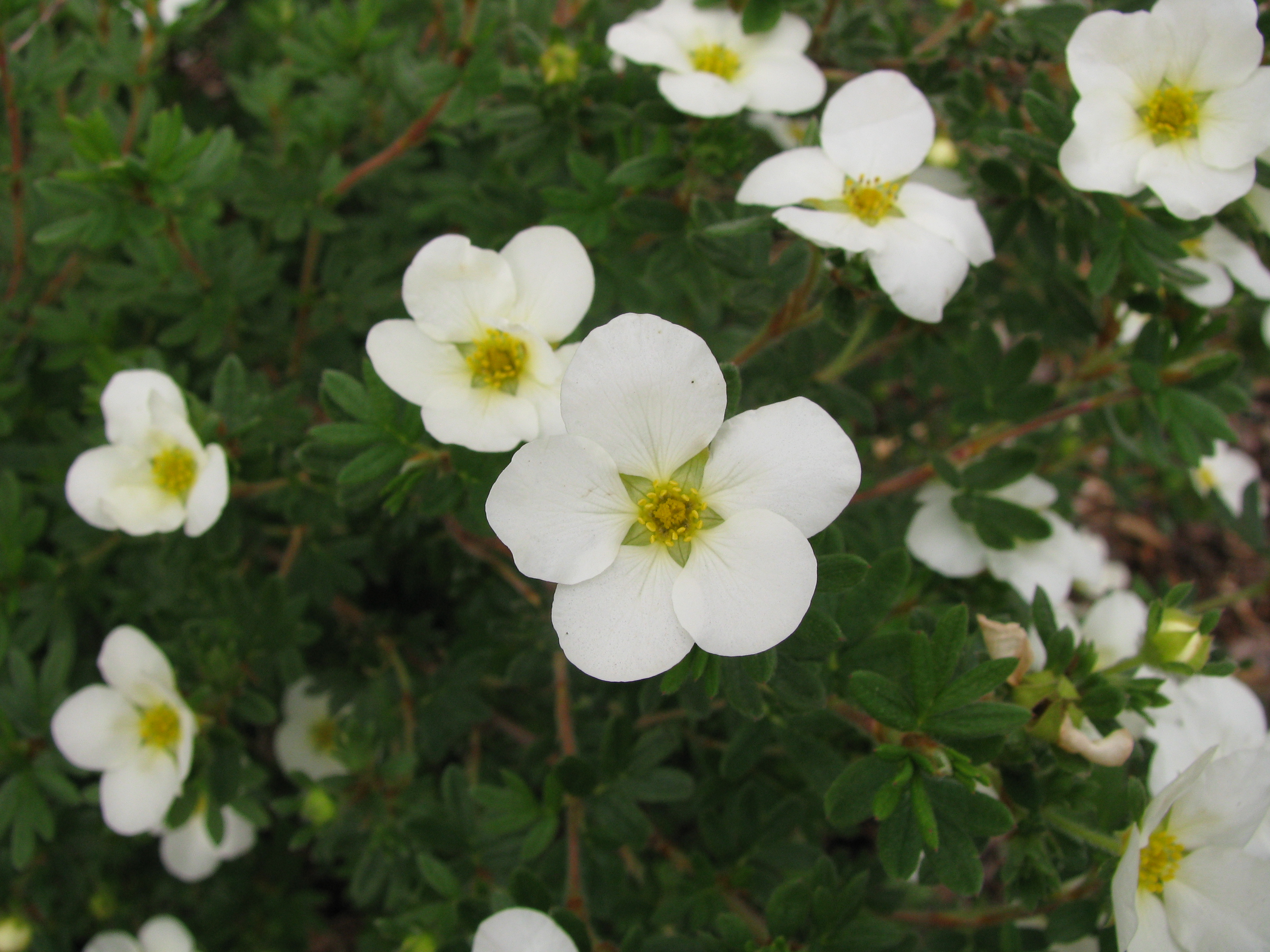
Dasiphora fruticosa 'Mckay’s White

Пятилистник кустарниковый — декоративное растение. Используется в группах, бордюрах, альпинариях.
В культуре с 1700 года, к настоящему времени создано более 130 сортов.
У большинства декоративных сортов листья зелёные, цветки же сохранили жёлтый, как у диких предков, цвет, но с большим разнообразием оттенков. Существуют формы с белыми, розовыми, оранжево-красными цветками.
Из низких сортов с жёлто-оранжевой гаммой цветков зимостойки: ‘Beesii‘ (другое название ‘Nana Argentea‘, листва серебристо-серая), ‘Coronaitin Triumph‘, ‘Dart’s Golddigger‘ (листва серебристо-серая), ‘Donard Gold", ‘Dakota Sunrise’, ‘Goldfinger’ (листва серебристо-серая), ‘Goldstar‘, ‘Goldteppich‘ (листва серебристо-серая), ‘Jolina‘, ‘Longacre‘ (листва серебристо-серая), ‘Reisenberg‘ и сорта ‘Abbotswood‘, ‘Beanii‘, ‘Farrer’s White‘, ‘Rhodocalyx‘ с белыми цветками.
Из высокорослых (выше 1 м) сортов зимостойки ‘Elizabeth‘ (другие названия данного сорта — ‘Arbuscula‘, ‘Sutter’s Gold‘) и ‘Kathrine Dykes‘ (листва серебристо-серая) с жёлтыми цветками.
В России культивируется от Полярного круга до южных границ. Зимостоек. Сравнительно нетребователен к плодородию и кислотности почв, но лучше растёт на богатых, умеренно влажных почвах. Предпочитает хорошо освещённые места. Молодые растения растут быстро, но с годами рост замедляется.
В условиях Подмосковья вегетация растений начинается в середине апреля и проходит до середины октября, рост побегов — со второй половины мая до начала сентября. Кустарник зацветает в середине июня и цветёт до начала октября; один куст может цвести более двух месяцев. Плоды созревают в августе — сентябре.
При плотной групповой посадке кустики размещают на расстоянии 60-80 см один от другого. Посадка в ямки 50-60 см глубиной. Дренаж — слой битого кирпича или гальки толщиной 15-20 см. К имеющемуся садовому грунту добавляют перегной и песок. Корневая шейка должна располагаться на уровне земли. Если почвы бедные, можно добавить минеральные удобрения, внеся в каждую посадочную яму до 100 г комплексного удобрения.
Перед цветением растения удобряют: 30 г суперфосфата и 10 г сернокислого калия растворяют в 10 л тёплой воды.
Стригут кусты один раз в три года. Можно стричь в сентябре, в этом случае укорачивают неодревесневшие побеги в среднем на треть. Если процедура пришлась на апрель, то побеги следует укоротить приблизительно на 10-20 см, весной это вызывает активный рост и ветвление. Лапчатка хорошо переносит стрижку и долго сохраняет декоративный компактный вид.
Зимует под снегом без укрытия.

## Популярныесорта

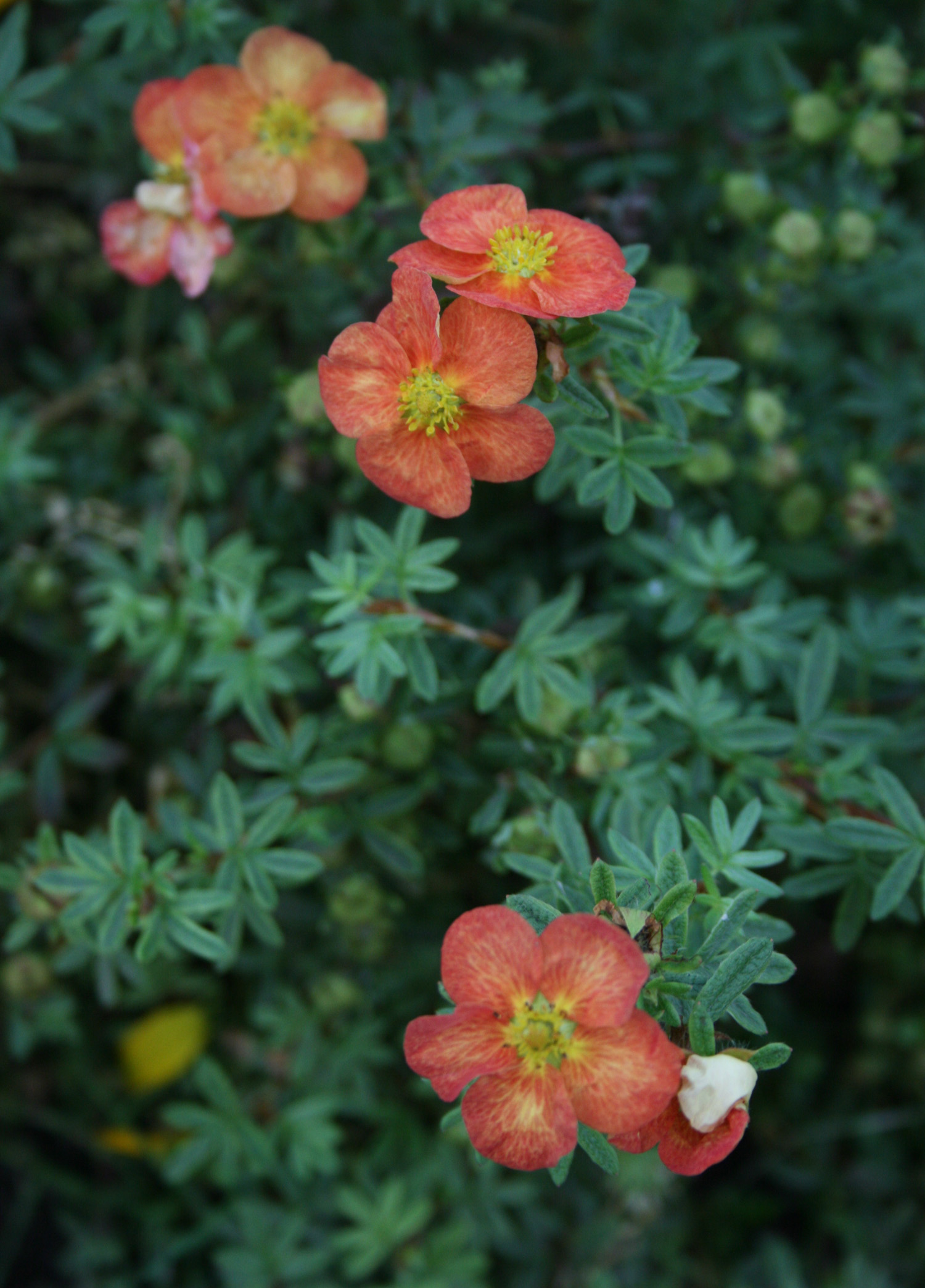
Dasiphora fruticosa

- 'Abbotswood' — до 1 м в высоту, диаметр кроны до 1,3 м. Листья светло-зелёные. Цветки чисто-белые, до 2,5 см в диаметре, одиночные или собранные в небольшие кисти. Цветёт с июня по октябрь.
- 'Dart’s Golddigger' — высотой до 50 см, диаметр плотной подушковидной кроны около 1 м. Листья светло-зелёные. Цветки золотисто-жёлтые, около 5 см, многочисленные. Цветёт с июня по октябрь.
- 'Daydawn' — высота около 70 см, диаметр кроны 1,2 м. Цветки с оранжевым оттенком. Цветёт с мая по октябрь.
- 'Elizabeth' — высота куста до 0,8 м, диаметр подушковидной кроны до 1,2 м. Листья имеют сизовато-зелёную окраску. Цветки светло-жёлтые, до 4 см в диаметре. Время цветения с июня по октябрь.
- 'Farreri' — от 0,6 до 1 м высотой. Листья светло-зелёные, к осени — серо-зелёные. Цветки многочисленные, тёмно-жёлтые, до 3 см в диаметре. Цветение июнь — август.
- 'Floppy Disc' — низкорослый, компактный кустарник с мелкими светло-зелёными листьями. Цветки 2,5-3 см в диаметре, с розово-красным оттенком, блестящие, многочисленные. Цветёт в июле-сентябре.
- 'Gilford Cream' — высота 35-60 см. Диаметр кроны 1,2 м, Листья ярко-зелёные. Цветки крупные кремовато-белые. Цветёт с мая по сентябрь.
- 'Golden Dwarf' — высота около 70 см. Листья мелкие, светло-зелёные. Цветки 2,5-3 см, золотисто-жёлтые, многочисленные.
- 'Goldfinger' — высота 1 — 1,5 м, ширина до 1,5 м. Листья тёмно-зелёные. Цветки многочисленные, интенсивно жёлтые, до 5 см в диаметре. Время цветения: июнь — октябрь.
- 'Goldstar' — высота 0,8 — 1 м, диаметр кроны до 1,2 м. Листья серо-зелёные. Цветки светло-жёлтые, 4 — 5 см в диаметре. Цветёт с июля по сентябрь.
- 'Goldteppich' — гибрид между сортами 'Elizabeth' и 'Jackman'. Высота 50-70 см, диаметр кроны до 1 м. Листья серо-зелёные. Цветки крупные, золотисто-жёлтые около 4 см, яркие. Цветёт с мая по октябрь.
- 'Hachmann’s Giant' — высота до 70 см, диаметр кроны до 1 м. Цветёт с июня до конца сентября.
- 'Hopley Orange' — высота до 50 см, диаметр кроны до 1 м. Цветки тёмно-оранжевые. Цветёт с мая до конца сентября.
- 'Jackman' — крона широкораскидистая, до 1,5 м в диаметре. Листья серебристого цвета. Окраска цветков светло-жёлтая. Цветки некрупные. Цветение с мая по август.
- 'Klondike' — высота до 1 м, диаметр кроны до 1,3 м. Листья весной ярко-зелёные, летом — тёмно-зелёные, цветки светло-жёлтые, до 4 см в диаметре. Цветение с мая по август. Зимостоек.
- 'Kobold' — высота около 0,6 м, диаметр кроны до 1,2 м. Листья светло-зелёные. Цветки светло-жёлтые. Цветение с июня — июля до сентября — октября. Требует более частой обрезки.
- 'Longacre' — сорт с необычными голубовато-зелёными листьями.
- 'Maanly’s' — высота 1,2 м, диаметр кроны 1,5 м. Цветки светло-жёлтые, к центру темнее. Цветёт с конца июня до середины сентября.
- 'Manchu' — высота 40 см, диаметр кроны до 1 м. Цветки белые с кремоватым оттенком. Цветет с июня по сентябрь.
- 'Mount Everest' — куст шарообразный, диаметр кроны до 1,5 м. Цветёт с июня по октябрь.
- 'Pink Queen' — высота 80 см, диаметр кроны 1,5 м. Цветёт с июня по сентябрь.
- 'Pretty Polly' — высота 60 см, диаметр кроны 1,2 м. Листья мелкие, тёмно-зелёные. Цветки светло-розовые по краю, к центру тёмно-розовые, до 3,5 см.
- 'Primrose Beauty' — куст шарообразный, диаметр кроны до 1,2 м. Цветки светло-жёлтые, мелкие, многочисленные. Цветёт с середины июня до середины сентября.
- 'Princess' — высота до 80 см. Крона подушковидная до 1,2 м в диаметре. Листья тёмно-зелёные. Цветки 3-3,5 см. Цветёт с мая по октябрь.
- 'Red Robin' — высота до 60 см, диаметр кроны 1,3 м. Цветки тёмно-красные. Цветёт с июля до сентября.
- 'Red Асе' — побеги стелющиеся, высота 50-65 см, диаметр кроны до 1,2 м. Листья светло-зелёные. Первые весенние цветки оранжево-красные, летом оранжево-жёлтые, до 3,5 см в диаметре. Цветёт с июня по сентябрь, иногда до октября.
- 'Rheinsberg' — высота 30-50 см. Диаметр кроны 80 см. Цветки ярко-жёлтые. Цветение с июня до сентября.
- 'Royal Flush' — высота до 50 см, диаметр кроны до 1 м. Цветки в начале красные, позднее тёмно-розовые. Цветёт с июня по октябрь.
- 'Snow/lake' — высота 60-80 см. Диаметр кроны 1,2 м. Цветение с июня по сентябрь.
- 'Snowbird' — высота 70 см, диаметр кроны до 1 м. Листья светло-зелёные. Цветки крупные, диаметром 4 см, в бутонах слегка кремовые. Цветёт с июля до конца сентября.
- 'Tangerine' — невысокий густой кустарник с кроной округлой формы. Листья серо-зелёные. Края лепестков оранжевые, в центре — жёлто-золотистые у растений на солнце, у растущих в тени — медно-оранжевые. Цветёт в июне-сентябре.
- 'Veitchii' — куст шарообразный, диаметр кроны до 1,5-м. Цветки белые, пыльники красные. Цветёт с июня по октябрь.

## Название и синонимы
Вид получил своё название в России благодаря использованию взвара данного растения в качестве целебного и тонизирующего напитка местным населением на Курилах, Камчатке и в целом по Сибири.
По информации базы данных Plants of the World Online  (по состоянию на начало 2023 года), в синонимику вида входят следующие названия (все синонимы — гомотипные):
- Comocarpa fruticosa (L.) Rydb. (1898)
- Fragaria fruticosa (L.) Crantz (1766)
- Pentaphylloides fruticosa (L.) O.Schwarz (1949)
- Potentilla fruticosa L. (1753)basionym
- Potentilla fruticosa typica Regel & Herder (1866)
- Tormentilla fruticosa (L.) Stokes (1812)

## Природныеразновидности
- Dasiphora fruticosa subsp. fruticosa[20]
- Dasiphora fruticosa subsp. floribunda (Pursh) Kartesz[21]